# Hygrophila auriculata
Hygrophila auriculata (en sánscrito: kokilaksha)
es una planta medicinal perteneciente a la familia de las acantáceas. Es nativa de la India y se extiende por África.

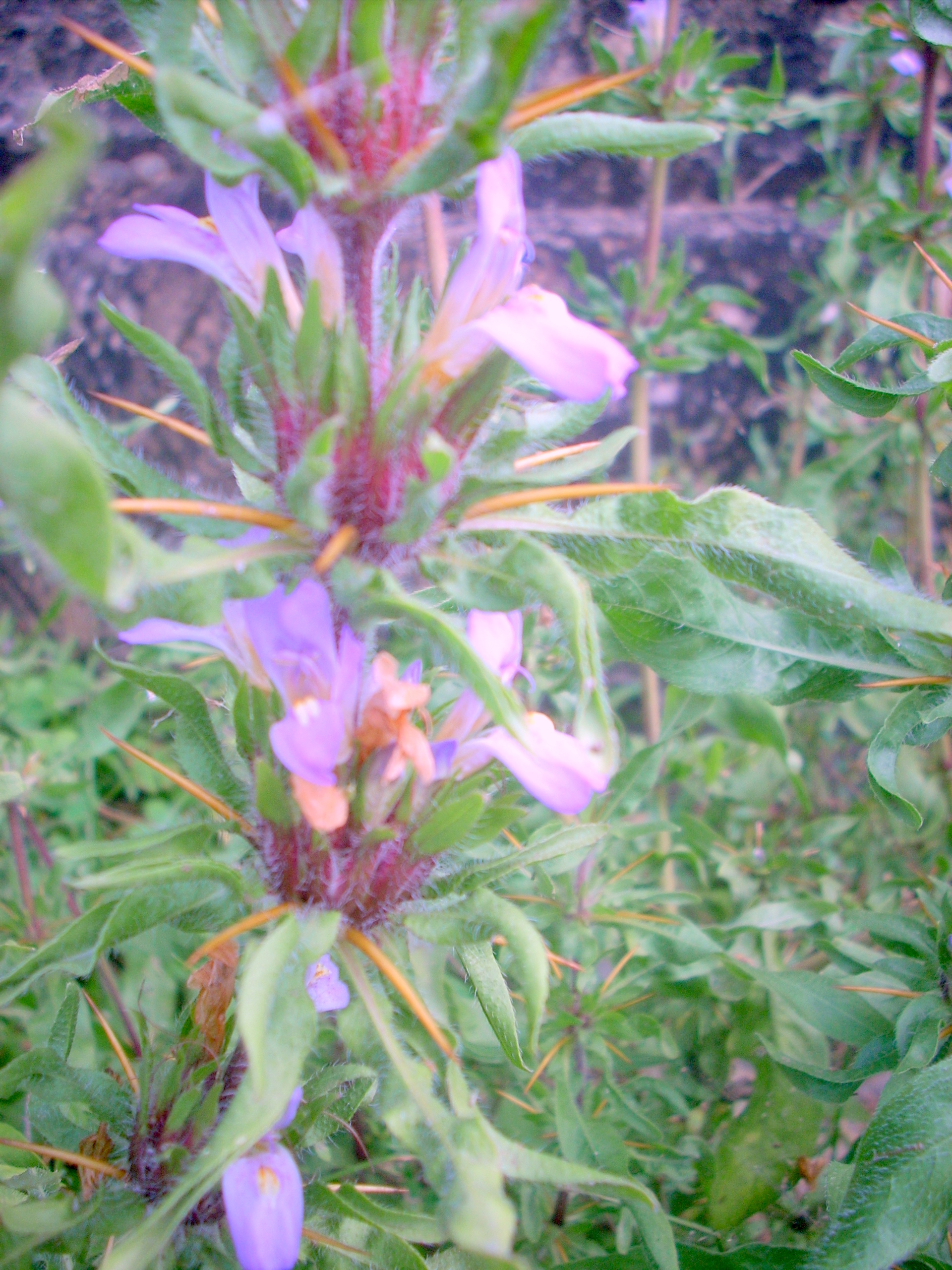
Inflorescencia

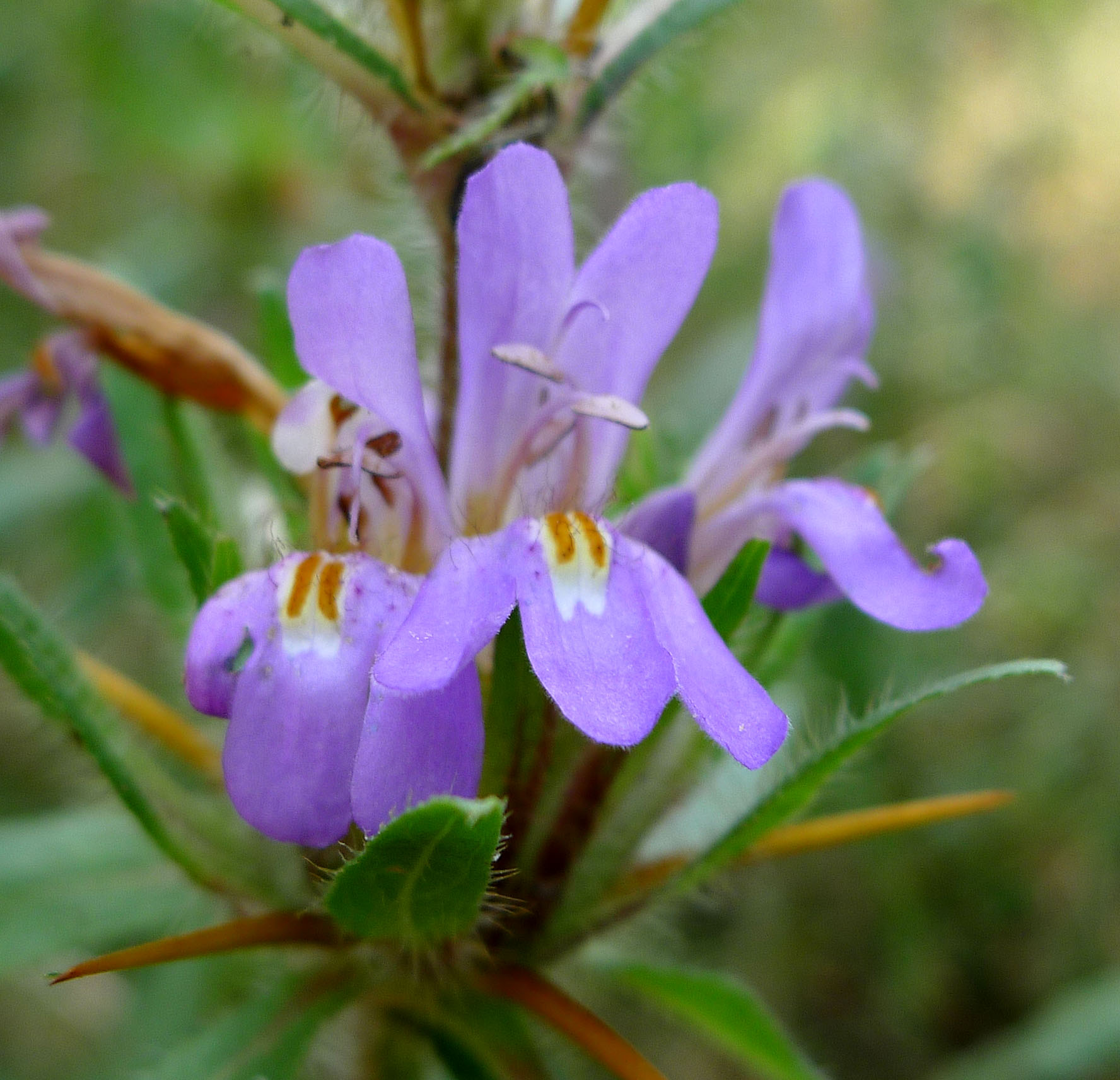
Detalle de la flor

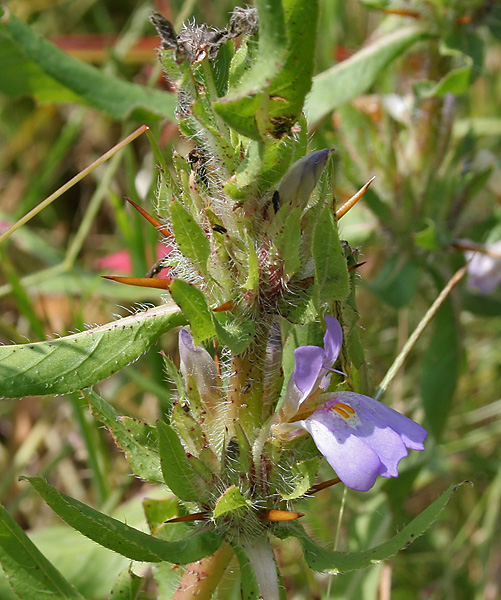
Vista de la planta

## Descripción
Es una hierba gruesa anual de 1,5 m de altura o más, el tallo cuadrangular, las hojas verticiladas con fuertes espinas, se encuentra en lugares húmedos, a menudo en los litorales salobres y estuarios, es común de Senegal a Camerún y se ha generalizado la planta en los trópicos del Viejo Mundo.

## Propiedades
Es pastado por el ganado en Senegal, y  por las cabras en Sudán, pero sus espinas acres limitan su valor como alimento, en algunas partes de Malaui se la considera una maleza importante de los pastos. Toda la planta es reconocida en Senegal que tiene propiedades diuréticas, las raíces, en particular, se utilizan para la blenorrea, hidropesía y anuria. Toda la planta, o sus cenizas, son utilizadas de manera similar en Sudán como un medicamento de refrigeración y un diurético en casos de obstrucción hepática, la hidropesía, el reumatismo, etc, y las semillas como un emoliente y un diurético.
En la India, las cenizas de sus semillas y las cinco partes, es decir, raíz, flor, tallo, fruto, y las hojas quemadas en conjunto, se usa como medicamento en la Medicina ayurveda.

## Taxonomía
Hygrophila auriculata fue descrita por (Schumach.) Heine y publicado en Journal of Botany, British and Foreign 66: 141. 1928.
Sinonimia
- Hygrophila schulli M.R.Almeida & S.M.Almeida[9]
- Asteracantha auriculata Nees
- Asteracantha longifolia Nees
- Asteracantha macracantha Hochst. ex A.Rich.
- Barleria auriculata Schumach.
- Barleria cornigera Very ex Nees
- Barleria glabrata Vahl ex Nees
- Barleria hexacantha Bertol.
- Barleria hexacantha Moris
- Barleria longifolia L.
- Barleria macracantha R.Br.
- Barleria spinosa Hook. ex Nees
- Hygrophila longifolia (L.) Kurz
- Hygrophila spinosa T.Anderson
- Tenoria undulata Dehnh.[10]